# Tulum Peyniri

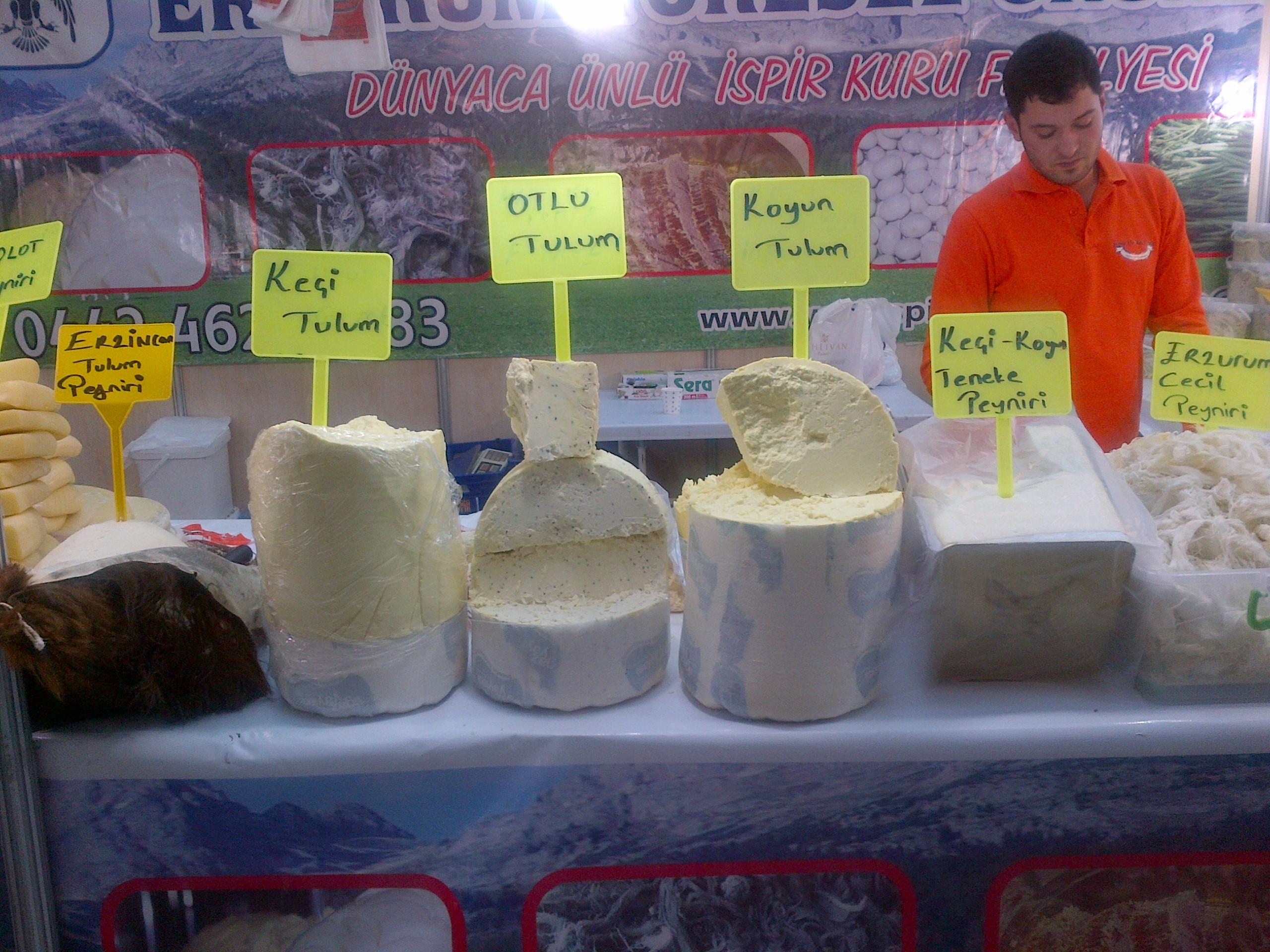
Varianten von Tulum Peyniri

Tulum Peyniri (türkisch: tulum peyniri) ist ein krümeliger, türkischer Käse aus roher oder pasteurisierter Ziegenmilch mit 50 % Fett in der Trockenmasse.

## Herstellung und Aussehen
Der Ziegenkäse wird traditionell in Ziegenhäuten zum Abtropfen in feuchten, dunklen Höhlen aufgehängt. Bei der heutigen industriellen Herstellung reift er hingegen in anderen Gefäßen. Der Käse hat eine krümelige Konsistenz ohne Rinde und eine Reifezeit von mindestens 2–3 Monaten. Er hat eine rein weiße bis leicht gelbliche Farbe.
In den verschiedene Regionen der Türkei wird der Käse auch unterschiedlich zubereitet. Besonders bekannt ist der Erzincan tulum peyniri, der in den türkischen Provinzen Konya, Bingöl, Erzincan, Elazığ, Tunceli und Erzurum hergestellt wird. Oder der İzmir tulum peyniri in den umliegenden Provinzen von Izmir hergestellt und im Gegensatz zu den anderen unter anderem auch in Salzlake reift. Beide Sorten sind im türkischen Patent- und Markenamt registriert.
Es gibt aber noch viele weitere Tulum-Käsesorten. Zum Beispiel otlu tulum peyniri, der mit Kräutern zubereitet wird oder küflü tulum peyniri, der als Schimmelkäse (ähnlich wie Roquefort-Käse) bezeichnet werden kann.